# لیتیم هیپوکلریت
لیتیم هیپوکلریت (به انگلیسی: Lithium hypochlorite) با فرمول شیمیایی LiClO یک ترکیب شیمیایی است. که جرم مولی آن ۵۸٫۳۹ g/mol می‌باشد. شکل ظاهری این ترکیب، جامد سفید است.